# São José (caracca)
La caracca São José fu impiegata sulla Carreira da Índia del 1622, e andò persa in combattimento il 22 luglio 1622, mentre trasportava un grande tesoro.

## Storia
Il 18 marzo 1622 una flotta di quattro navi partì in tutta fretta  da Lisbona diretta a Goa, la capitale dell'Impero d'oltremare del Portogallo su ordine di re Filippo II del Portogallo. La flotta trasportava Francisco da Gama, il cui bisnonno, il leggendario esploratore portoghese Vasco da Gama, fu il primo europeo a mettere piede in India via mare, che era stato nominato Viceré dell'India. Scoperta da de Gama  nel 1498, Goa era il più grande centro commerciale sulla costa occidentale dell'India e sarebbe diventato il possedimento più importante del Portogallo nella sua ricerca del controllo del commercio delle spezie.
La flotta era composta da quattro caracche, due galeoni e due patache. Il nuovo viceré era imbarcato a bordo della Santa Teresa de Jesus, mentre la São José era al comando di Francisco Mascarenhas, la São Carlos Almiranta di Francisco Lobo, e la São Thomé di Sancho Tovar. I galeoni Trindade e Salvador erano al comando rispettivamente di Gonsalo de Sequeira e di Nuno Pereira, mentre le due patache di Francisco Sondré Pereira e di Francisco Cardoso de Almeida.
La piccola flotta portoghese, compresa la São José, lasciò il paese in fretta in quanto erano arrivate notizie secondo cui gli inglesi avevano in progetto di conquistare Hormuz, un'isola occupata dai portoghesi, sita in posizione strategica per il controllo dello stretto tra il Golfo Persico e il Golfo di Oman, e conosciuta come la porta del commercio delle spezie.
Il São José, una "caracca" caratterizzata da un enorme castello di poppa che torreggiava a picco sul mare, era armato di cannoni di ottone, e oltre ai passeggeri trasportava l'annuale spedizione di denaro per sostenere il commercio con l'Oriente e gli avamposti portoghesi lungo le rotte commerciali. A bordo vi era un tesoro d'argento consegnato dal re a Francisco da Gama per il suo viaggio verso l'India, incluse nove casse piene di migliaia di monete d'argento prodotte nelle zecche del Vecchio e del Nuovo Mondo.
I passeggeri trasportati a bordo del São José variavano dai nobili agli "orfani del re", mentre l'equipaggio era principalmente composto da ex detenuti e appartenenti alla "classe bassa". Dopo che la Almiranta e la sua flotta doppiarono il Capo di Buona Speranza, essi proseguirono lungo la rotta lungo la costa dell'Africa Orientale fino allo stretto di Madagascar.
I due galeoni, la São Thomé e la patache di  Francisco Sondré Pereira si separarono dal resto della squadra e arrivarono a Goa nei primi giorni di settembre. Il viceré al comando delle restanti tre caracche e della patache risaliva il canale del Mozambico quando, la sera del 22 luglio 1622, incontrò cinque navi della Compagnia olandese delle Indie Orientali che attaccarono la flottiglia portoghese. Posto in posizione di retroguardia il São José rimase ben presto tagliato fuori dal resto della flotta e circondato dalle navi nemiche, che concentrarono il fuoco si di esso. Durante il combattimento, il capitano della nave, Francisco Mascarenhas, e gli alti ufficiali rimasero feriti, mentre nostromo e il timoniere vennero uccisi. Nel corso della battaglia cadde in combattimento anche l'ammiraglio Francisco Lobo.
Nonostante i danni alle vele e alle strutture, il São José rimase a galla e navigò per tutto il giorno successivo. La caracca tentò di sfuggire alla flotta avversaria allontanandosi dal teatro della battaglia, fuggendo verso la costa africana. La caracca urtò contro una secca perdendo il timone ed andando poi alla deriva in balia del vento e delle onde, mentre venivano compiuti dei tentativi falliti di controllare l'enorme nave, tutti falliti. Le ancore e i cannoni vennero gettati invano in mare per alleggerire la nave, senza successo. Il São José  si incagliò definitivamente su una scogliera al largo della costa del Mozambico, nel corso dell'attacco finale portato della flotta anglo-olandese. Nel corso del naufragio perirono circa 300-400 tra passeggeri e membri dell'equipaggio quando la nave si spezzò e affondò posandosi sul fondo del canale del Mozambico. Circa 66.000 reales spagnoli e 100 persone furono recuperati dalle navi nemiche. La nave del viceré, accompagnata dal São Carlos, entrò di notte nell'isola di Mozambico, ma entrambe le navi fecero naufragio sull'isola di San Jorge e affondarono. Si riuscì a salvare tutti i membri degli equipaggi, l'artiglieria e gran parte del carico.
Per quasi 400 anni, il relitto del São José rimase in fondo al mare al largo della costa isolata dell'Africa orientale, venendo scoperto nel maggio 2005 dalla società portoghese di archeologia marina Arqueonautas.
La scoperta ha consentito il recupero di oltre 24.000 monete d'argento reales, che rappresentano una rara collezione di conio delle zecche del Vecchio e del Nuovo Mondo, con un'ampia varietà di date e denominazioni.

### Annotazioni
1. ↑  Questa via navigabile era considerata strategica perché fungeva da porta del commercio delle spezie verso l'Arabia e il Levante, ed era l'unica via marittima attraverso il Golfo Persico verso l'India.

### Fonti
1. 1 2 3 4 5 6 7 8 9 10  Sedwickcoins.
2. 1 2 3 4 5 6 7 8 9  Cannon Beach Treasure.
3. 1 2 3 4 5 6 7  Fortes 1850, p. 62.
4. 1 2 3 4  Fortes 1850, p. 63.